# 70030 Margaretmiller
70030 Margaretmiller è un asteroide della fascia principale. Scoperto nel 1999, presenta un'orbita caratterizzata da un semiasse maggiore pari a 1,9529257 UA e da un'eccentricità di 0,0854960, inclinata di 17,02748° rispetto all'eclittica. Ha un diametro di 1,435 km e un periodo di rotazione di 4.3292 ore.
L'asteroide è dedicato a Margaret Joan Miller, moglie dello scopritore.